# Kanton Gascogne-Auscitaine
Der Kanton Gascogne-Auscitaine ist seit 2015 ein französischer Wahlkreis in der Region Okzitanien. Er liegt im Arrondissement Auch des Départements Gers. Der Hauptort des Kantons ist Preignan.

## Geographie
Der Kanton liegt in der Mitte des Départements.

## Geschichte
Der Kanton wurde am 22. März 2015 im Rahmen der Neugliederung der Kantone neu geschaffen. Seine Gemeinden gehörten bis 2015 zu den Kantonen Jegun (10 Gemeinden), Auch-Nord-Ouest (7 Gemeinden), Auch-Nord-Est (4 Gemeinden) und Valence-sur-Baïse (1 Gemeinde).

## Gemeinden
Der Kanton besteht aus 22 Gemeinden mit insgesamt 9306 Einwohnern (Stand: 1. Januar 2022) auf einer Gesamtfläche von 346,74 km²:
| Gemeinde                   | Einwohner 1. Januar 2022 | Fläche km² | Dichte Einw./km² | Code INSEE | Postleitzahl |
| -------------------------- | ------------------------ | ---------- | ---------------- | ---------- | ------------ |
| Antras                     | 41                       | 6,59       | 6                | 32003      | 32360        |
| Augnax                     | 126                      | 4,00       | 32               | 32014      | 32120        |
| Biran                      | 377                      | 36,86      | 10               | 32054      | 32350        |
| Bonas                      | 116                      | 10,10      | 11               | 32059      | 32410        |
| Castillon-Massas           | 225                      | 9,59       | 23               | 32089      | 32360        |
| Castin                     | 345                      | 11,22      | 31               | 32091      | 32810        |
| Crastes                    | 261                      | 19,25      | 14               | 32112      | 32270        |
| Duran                      | 857                      | 6,59       | 130              | 32117      | 32810        |
| Jegun                      | 1.182                    | 39,25      | 30               | 32162      | 32360        |
| Lavardens                  | 365                      | 30,55      | 12               | 32204      | 32360        |
| Mérens                     | 68                       | 4,18       | 16               | 32251      | 32360        |
| Mirepoix                   | 229                      | 7,25       | 32               | 32258      | 32390        |
| Montaut-les-Créneaux       | 714                      | 26,23      | 27               | 32279      | 32810        |
| Ordan-Larroque             | 868                      | 42,64      | 20               | 32301      | 32350        |
| Peyrusse-Massas            | 114                      | 6,49       | 18               | 32316      | 32360        |
| Preignan                   | 1.217                    | 10,67      | 114              | 32331      | 32810        |
| Puycasquier                | 428                      | 20,14      | 21               | 32335      | 32120        |
| Roquefort                  | 277                      | 7,21       | 38               | 32347      | 32390        |
| Roquelaure                 | 577                      | 21,23      | 27               | 32348      | 32810        |
| Saint-Lary                 | 274                      | 9,67       | 28               | 32384      | 32360        |
| Sainte-Christie            | 542                      | 9,91       | 55               | 32368      | 32390        |
| Tourrenquets               | 103                      | 7,12       | 14               | 32453      | 32390        |
| Kanton Gascogne-Auscitaine | 9.306                    | 346,74     | 27               | 3210       | –            |

## Wahlen zum Rat des Départements Gers
Bei den Wahlen am 22. März 2015 erzielte keine Partei die Mehrheit. Bei der Stichwahl im 2. Wahlgang am 29. März 2015 gewann das Gespann Bernard Ksaz/Lydie Toison (PS) gegen Pierre Cahuzac/Christel Dulhoste (Divers droite) mit einem Stimmenanteil von 57,74 % (Wahlbeteiligung:60,41 %).